# Retikulozytenproduktionsindex
Der Retikulozytenproduktionsindex (Abkürzung: RPI) ist eine Kennzahl, die die Regenerationskapazität der Erythropoese abbildet. Sie ermittelt sich nach folgender Formel:
{\displaystyle {\frac {\text{Retikuloztenzahl in Prozent × tatsächlicher Hämatokrit}}{\text{Shift in Tagen × normaler Hämatokrit von 45}}}}

## Hintergrund
Grundsätzlich ist bereits der Anteil der Retikulozyten im peripheren Blut ein geeigneter Marker um die Aktivität der Neubildung roter Blutkörperchen im Knochenmark abzuschätzen. Der Retikulozytenproduktionsindex korrigiert diesen Wert um zwei Faktoren und führt so insbesondere bei der Beurteilung von Anämien zu aussagekräftigeren Werten.

### Retikulozytenshift
Der Retikulozytenshift beschreibt die Verschiebung des Reifungsortes der Retikulozyten vom Knochenmark in das Blut in Abhängigkeit vom Hämatokrit. Ein starker Abfall des Hämatokrit führt hierbei zu einem früheren Übertritt der Retikulozyten aus dem Knochenmark und zu einer entsprechend längeren Verweildauer der Erythrozytenvorstufen im peripheren Blut.
Eine solche Verschiebung des Reifungsortes führt bei gleicher Retikulozytenproduktion zu einem erhöhten Anteil von Retikulozyten im Blut. Die Aussagekraft des Retikulozytenanteils als Kennzahl für die Aktivität der Erythropoese ist somit in diesem Fall eingeschränkt. Aus diesem Grund korrigiert der Retikulozytenproduktionsindex den Anteil der Retikulozyten im Blut um den Retikulozytenshift in Tagen (= Tage, die ein Retikulozyt im peripheren Blut verbringt). Der Shift nimmt in Abhängigkeit vom Hämatokrit folgende Werte an:
| Hämatokrit | Retikulozyten-Shift in Tagen |
| ---------- | ---------------------------- |
| 45 %       | 1                            |
| 35 %       | 1,5                          |
| 25 %       | 2                            |
| 15 %       | 2,5                          |

### Hämatokrit
Weiterhin normiert der Retikulozytenproduktionsindex den relativen Anteil der Retikulozyten im Blut auf einen einheitlichen Hämatokrit von 45 %. Dies erhöht die Vergleichbarkeit der Kennzahl bei unterschiedlich hohen Anteilen zellulärer Bestandteile im Blut. Ein niedriger Hämatokrit führt bei gleicher absoluter Retikulozytenzahl c.p. zu erhöhten relativen Anteilen dieser Erythrozytenvorstufen im Blut. Dieser Umstand schränkt wiederum die Aussagekraft der relativen Retikulozytenzahl als Marker für die Regenerationskapazität des erythropoetischen Systems ein.

## Physiologische Werte und Pathologien
Bei gesunden, nicht anämischen Personen nimmt der Retikulozytenproduktionsindex Werte um 1 an. Im Falle einer Anämie erlaubt der RPI eine Differenzierung zwischen Blutarmut bei ungestörter Erythropoese (RPI > 3) und anämischen Krankheitsbildern mit relativer erythropoetischer Insuffizienz (RPI < 2).